# Větrný mlýn ve Kbelsku
Větrný mlýn ve Kbelsku (Belsko, Bělsko, Pelzko) v Blatcích je zaniklý mlýn německého typu, který stál v jižní části Kbelska.

## Historie
Větrný mlýn byl postaven před rokem 1843 (je vyobrazen na katastrální mapě z roku 1843 a na III. vojenské mapování z roku 1880). Jeho posledním majitelem byl F. Líbal z Housky, osada Bělsko. Roku 1901 mlýn vyhořel a zcela zanikl.